# Heliophanus baikalensis
Heliophanus baikalensis är en spindelart som beskrevs av Kulczynski 1895. Heliophanus baikalensis ingår i släktet Heliophanus och familjen hoppspindlar. Inga underarter finns listade i Catalogue of Life.